# 牛宿五
摩羯座ο，又名BD-19 5830，HD 195093、SAO 163625、HR 7829，是摩羯座的一颗恒星，视星等为6.74，位于銀經26.07，銀緯-29.78，其B1900.0坐标为赤經20h 24m 8.6s，赤緯-18° -29.78′ 2″。